# معتمدية ساقية سيدي يوسف

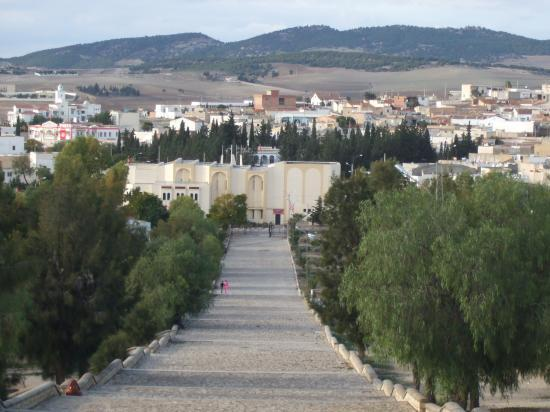

معتمدية ساقية سيدي يوسف  إحدى معتمديات الجمهورية التونسية، تابعة لولاية الكاف، مركزها مدينة ساقية سيدي يوسف .
تبعد معتمدية ساقية سيدي يوسف عن قرية الحدادة الجزائري بضعة الأمتار و هي شاهدة على أحداث ساقية سيدي يوسف أين امتزجت الدماء التونسية و الجزائرية في 8 فيفري 1958

## الخصائص الجغرافية
تقع معتمدية ساقية سيدي يوسف ب الشمال الغربي ل ولاية الكاف، وتحدها من الشمال ولاية جندوبة ومن الشرق معتمديات نبر والكاف الغربية وتاجروين ومن الجنوب معتمدية قلعة سنان ومن الغرب الجزائر. تبلغ مساحتها 70.000 هآ ويسكنها نحو 17.500 نسمة، منهم 6.335 نسمة بالوسط الحضري. وهي معتمدية ذات تضاريس متشعبة، إذ هي تقع على ارتفاع 800 م عن سطح البحر.

## التقسيم الإداري
تضم معتمدية ساقية سيدي يوسف 9 عمادات هي: الساقية والزعارير  سفاية وجرادو وعين مازر وفرشان وعين الكرمة وسيدي رابح والطابية. ويوجد بها مجلسان قرويان بسيدي رابح وعين الكرمة.

## اقتصاد
تغطي غابات الصنوبر نصف مساحة المعتمدية (35.000 هآ)، وباقي المساحة مخصص للزراعات الكبرى والأشجار المثمرة. تساهم المعتمدية بـ50٪ من المنتوج الغابي للولاية و11٪ من معدل الإنتاج الجملي للحبوب بالولاية و10٪ من معدل الإنتاج الجملي للحوم بها.

### مواضيع ذات علاقة
- ولاية الكاف.
- ساقية سيدي يوسف.